# Selección femenina de fútbol del Perú

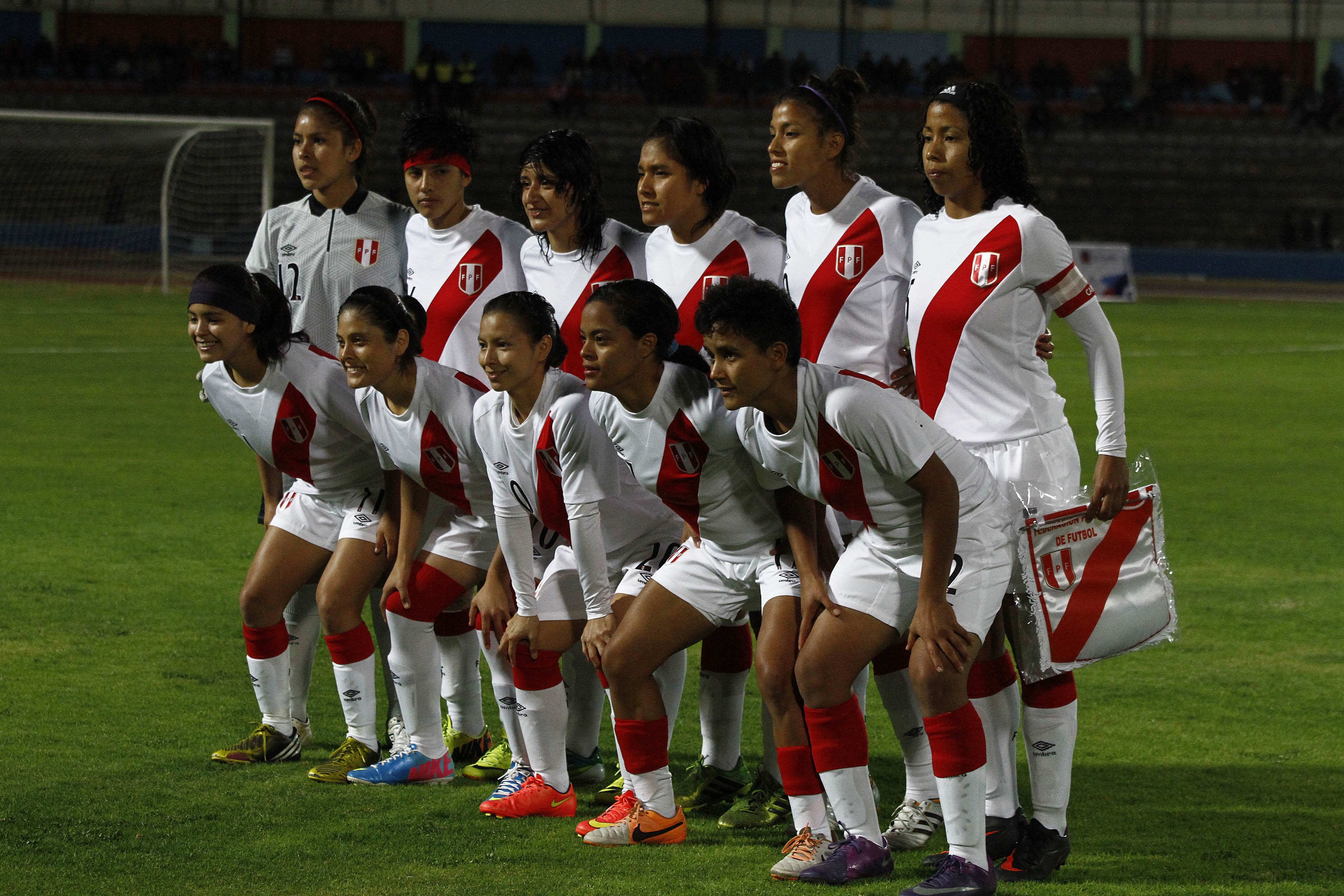
Selección femenina de fútbol del Perú en la Copa América Femenina 2014.

La selección femenina de fútbol del Perú es el equipo representativo del país en las competiciones oficiales de fútbol femenino. Su organización está a cargo de la Federación Peruana de Fútbol, la cual es miembro de la Confederación Sudamericana de Fútbol y de la FIFA.
La selección femenina de fútbol del Perú participa cada cuatro años en la Copa América Femenina, clasificatoria para la Copa Mundial Femenina de Fútbol. Su mejor participación en una Copa América Femenina ha sido en la edición de 1998 cuando ocupó el tercer puesto. En el año 2005 obtuvo la medalla de oro en los Juegos Bolivarianos.

## Uniforme
- Uniforme titular: Camiseta blanca con una banda diagonal roja, pantalón blanco y medias blancas con una franja roja.
- Uniforme alternativo: Camiseta roja con una banda diagonal blanca, pantalón rojo y medias rojas con una franja blanca.

## Estadísticas

### Copa Mundial Femenina de Fútbol
| Edición | Resultado               | Posición                | PJ                      | PG                      | PE                      | PP                      | GF                      | GC                      |
| ------- | ----------------------- | ----------------------- | ----------------------- | ----------------------- | ----------------------- | ----------------------- | ----------------------- | ----------------------- |
| 1991    | No existía la selección | No existía la selección | No existía la selección | No existía la selección | No existía la selección | No existía la selección | No existía la selección | No existía la selección |
| 1995    | No existía la selección | No existía la selección | No existía la selección | No existía la selección | No existía la selección | No existía la selección | No existía la selección | No existía la selección |
| 1999    | No clasificó            | No clasificó            | No clasificó            | No clasificó            | No clasificó            | No clasificó            | No clasificó            | No clasificó            |
| 2003    | No clasificó            | No clasificó            | No clasificó            | No clasificó            | No clasificó            | No clasificó            | No clasificó            | No clasificó            |
| 2007    | No clasificó            | No clasificó            | No clasificó            | No clasificó            | No clasificó            | No clasificó            | No clasificó            | No clasificó            |
| 2011    | No clasificó            | No clasificó            | No clasificó            | No clasificó            | No clasificó            | No clasificó            | No clasificó            | No clasificó            |
| 2015    | No clasificó            | No clasificó            | No clasificó            | No clasificó            | No clasificó            | No clasificó            | No clasificó            | No clasificó            |
| 2019    | No clasificó            | No clasificó            | No clasificó            | No clasificó            | No clasificó            | No clasificó            | No clasificó            | No clasificó            |
| 2023    | No clasificó            | No clasificó            | No clasificó            | No clasificó            | No clasificó            | No clasificó            | No clasificó            | No clasificó            |
| 2027    | Por definir             | Por definir             | Por definir             | Por definir             | Por definir             | Por definir             | Por definir             | Por definir             |
| Total   | 0/9                     | -                       | -                       | -                       | -                       | -                       | -                       | -                       |

### Copa América Femenina
| Edición | Resultado               | Posición                | PJ                      | PG                      | PE                      | PP                      | GF                      | GC                      |                         |
| ------- | ----------------------- | ----------------------- | ----------------------- | ----------------------- | ----------------------- | ----------------------- | ----------------------- | ----------------------- | ----------------------- |
| 1991    | No existía la selección | No existía la selección | No existía la selección | No existía la selección | No existía la selección | No existía la selección | No existía la selección | No existía la selección | No existía la selección |
| 1995    | No existía la selección | No existía la selección | No existía la selección | No existía la selección | No existía la selección | No existía la selección | No existía la selección | No existía la selección | No existía la selección |
| 1998    | Tercer lugar            | 3.º                     | 6                       | 3                       | 2                       | 1                       | 9                       | 21                      |                         |
| 2003    | Cuarto lugar            | 4.º                     | 5                       | 2                       | 1                       | 2                       | 6                       | 7                       |                         |
| 2006    | Fase de grupos          | 8.º                     | 4                       | 1                       | 0                       | 3                       | 3                       | 7                       |                         |
| 2010    | Fase de grupos          | 9.º                     | 4                       | 0                       | 0                       | 4                       | 3                       | 9                       |                         |
| 2014    | Fase de grupos          | 9.º                     | 4                       | 0                       | 1                       | 3                       | 1                       | 4                       |                         |
| 2018    | Fase de grupos          | 9.º                     | 4                       | 0                       | 1                       | 3                       | 1                       | 12                      |                         |
| 2022    | Fase de grupos          | 10.º                    | 4                       | 0                       | 0                       | 4                       | 0                       | 18                      |                         |
| 2025    | Fase de grupos          | 9.º                     | 4                       | 0                       | 0                       | 4                       | 1                       | 8                       |                         |
| Total   | 8/10                    | 10.º                    | 35                      | 6                       | 5                       | 24                      | 24                      | 86                      |                         |

### Juegos Panamericanos
| Edición | Resultado     | Posición     | PJ           | PG           | PE           | PP           | GF           | GC           | Goleadora    |
| ------- | ------------- | ------------ | ------------ | ------------ | ------------ | ------------ | ------------ | ------------ | ------------ |
| 1999    | No clasificó  | No clasificó | No clasificó | No clasificó | No clasificó | No clasificó | No clasificó | No clasificó | No clasificó |
| 2003    | No clasificó  | No clasificó | No clasificó | No clasificó | No clasificó | No clasificó | No clasificó | No clasificó | No clasificó |
| 2007    | No clasificó  | No clasificó | No clasificó | No clasificó | No clasificó | No clasificó | No clasificó | No clasificó | No clasificó |
| 2011    | No clasificó  | No clasificó | No clasificó | No clasificó | No clasificó | No clasificó | No clasificó | No clasificó | No clasificó |
| 2015    | No clasificó  | No clasificó | No clasificó | No clasificó | No clasificó | No clasificó | No clasificó | No clasificó | No clasificó |
| 2019    | Séptimo lugar | 7.º          | 4            | 0            | 1            | 3            | 2            | 8            | Otiniano: 2  |
| 2023    | No clasificó  | No clasificó | No clasificó | No clasificó | No clasificó | No clasificó | No clasificó | No clasificó | No clasificó |
| 2027    | Anfitriona    | Anfitriona   | Anfitriona   | Anfitriona   | Anfitriona   | Anfitriona   | Anfitriona   | Anfitriona   | Anfitriona   |
| Total   | 1/7           | 15.º         | 4            | 0            | 1            | 3            | 2            | 8            | Otiniano: 2  |

## Últimos partidos y próximos encuentros
Actualizado al último partido jugado el 21 de julio de 2025
| Fecha      | Ciudad               | Local     | Resultado | Visitante | Competición                                |
| ---------- | -------------------- | --------- | --------- | --------- | ------------------------------------------ |
| 26-10-2024 | Lima                 | Perú      | 1:0       | Bolivia   | Partido amistoso                           |
| 26-10-2024 | Villa del Salvador   | Perú      | 2:1       | Bolivia   | Partido amistoso                           |
| 23-02-2025 | San Martín de Porres | Perú      | 0:2       | Jamaica   | Partido amistoso                           |
| 26-02-2025 | Callao               | Perú      | 2:3       | Jamaica   | Partido amistoso                           |
| 05-04-2025 | Villa del Salvador   | Perú      | 2:3       | Cuba      | Partido amistoso                           |
| 08-04-2025 | Lima                 | Perú      | 3:2       | Cuba      | Partido amistoso                           |
| 12-07-2025 | Quito                | Perú      | 0:3       | Chile     | Copa América Femenina 2025                 |
| 15-07-2025 | Quito                | Ecuador   | 3:1       | Perú      | Copa América Femenina 2025                 |
| 18-07-2025 | Quito                | Perú      | 0:1       | Uruguay   | Copa América Femenina 2025                 |
| 21-07-2025 | Quito                | Argentina | 1:0       | Perú      | Copa América Femenina 2025                 |
| 24-10-2025 | Medellín             | Colombia  | -:-       | Perú      | Liga de Naciones Femenina Conmebol 2025-26 |
| 28-11-2025 | Lima                 | Perú      | -:-       | Chile     | Liga de Naciones Femenina Conmebol 2025-26 |
| 2-12-2025  | Por definir          | Venezuela | -:-       | Perú      | Liga de Naciones Femenina Conmebol 2025-26 |

## Jugadoras

### Última convocatoria
1. Convocadas a la Copa América Femenina 2022

## Entrenadores
| Entrenador     | Período       |
| -------------- | ------------- |
| Luis Cruzado   |               |
| Lorena Bosmans |               |
| Jaime Duarte   |               |
| Marta Tejedor  | 2013-2016     |
| Vivian Ayres   | 2016-2018     |
| Dorival Bueno  | 2018-2021     |
| Conrad Flores  | 2021-2023     |
| Emily Lima     | 2023-presente |

## Clasificación FIFA
| AÑO/MES | ENE         | FEB         | MAR         | ABR         | MAY         | JUN         | JUL         | AGO         | SEP         | OCT         | NOV         | DIC         |
| ------- | ----------- | ----------- | ----------- | ----------- | ----------- | ----------- | ----------- | ----------- | ----------- | ----------- | ----------- | ----------- |
| 2017    |             |             |             |             |             | 57.º (1409) | 57.º (1409) | 57.º (1409) | 56.º (1409) | 56.º (1409) | 56.º (1409) | 57.º (1409) |
| 2018    | 57.º (1409) | 57.º (1409) | 59.º (1409) | 59.º (1409) | 59.º (1409) | 64.º (1380) | 64.º (1380) | 65.º (1380) | 65.º (1525) | 65.º (1380) | 65.º (1380) | 65.º (1380) |
| 2019    | 65.º (1380) | 65.º (1380) | 65.º (1380) | 65.º (1380) | 65.º (1380) | 65.º (1380) | 65.º (1380) | 65.º (1376) | 65.º (1376) | 65.º (1376) | 65.º (1376) | 65.º (1376) |
| 2020    | 65.º (1376) | 65.º (1376) | 65.º (1376) | 65.º (1376) | 65.º (1376) | 65.º (1376) | 65.º (1376) | 65.º (1376) | 65.º (1376) | 65.º (1376) | 65.º (1376) | 65.º (1376) |
| 2021    | -           | -           | -           | -           | 66.º (1376) | 66.º (1376) | 66.º (1376) | 66.º (1376) | 66.º (1376) |             |             |             |

Clasificación de la FIFA más alta: 56º (1 de septiembre de 2017)

Clasificación de la FIFA más baja: 66º (16 de abril de 2021)

Fuente: Estadísticas FIFA Archivado el 5 de julio de 2018 en Wayback Machine.

## Palmarés
| Competición                            | Campeón  | Segundo lugar | Tercer lugar | Cuarto lugar    |
| -------------------------------------- | -------- | ------------- | ------------ | --------------- |
| Copa América                           |          |               | 1 (1998)     | 1 (2003)        |
| Juegos Bolivarianos                    | 1 (2005) |               |              | 2 (1952 y 1956) |
| Sudamericano Sub-20                    |          |               |              | 1 (2006)        |
| Copa América Femenina de Futsal        |          |               | 1 (2009)     |                 |
| Copa Mundial Femenina de Fútbol 7 IFA7 | 1 (2022) |               |              |                 |
| Copa América Femenina de Fútbol 7 FIF7 | 1 (2018) |               |              |                 |
| Copa Mundial de Fútbol Calle           |          | 1 (2019)      |              |                 |